# Михаил Албов
Михаил Нилович Албов (Санкт Петербург, 20. новембар 1851 – Санкт Петербург, 25. јун 1911) био је руски писац.

## Биографија
Албов је рођен у Санкт Петербургу 1851. Од малих ногу показивао је љубав према читању. Посебно су га занимала страна дела као што су Робинзон Крузо и Дејвид Коперфилд. На њега је дубок утисак оставио и роман Николаја Гогоља Мртве душе. Са тринаест година Албовљеву причу Мемоари подземног станара објавио је Петербуршки листок (Санкт Петербург вести). Након овог успеха, напустио је школу да би се усредсредио на своје књижевне напоре.
Његов први роман На новом путу појавио се 1866. и привукао је општу пажњу. Године 1873. вратио се у школу и убрзо завршио. Затим је студирао на Државном универзитету у Санкт Петербургу, где је дипломирао на Правном факултету 1879. Након што је дипломирао, преузео је државну службу, али је дао оставку неколико месеци касније. 1890-их био је уредник популарног часописа The Northern Herald. Умро је у Санкт Петербургу 1911.